# رولف فان ديك
رولف فان ديك (بالألمانية: Rolf van Dick)‏ هو عالم نفس ألماني، ولد في 5 أبريل 1967 في دويسبورغ في ألمانيا.